# Stratyfikacja termiczna wody w jeziorze

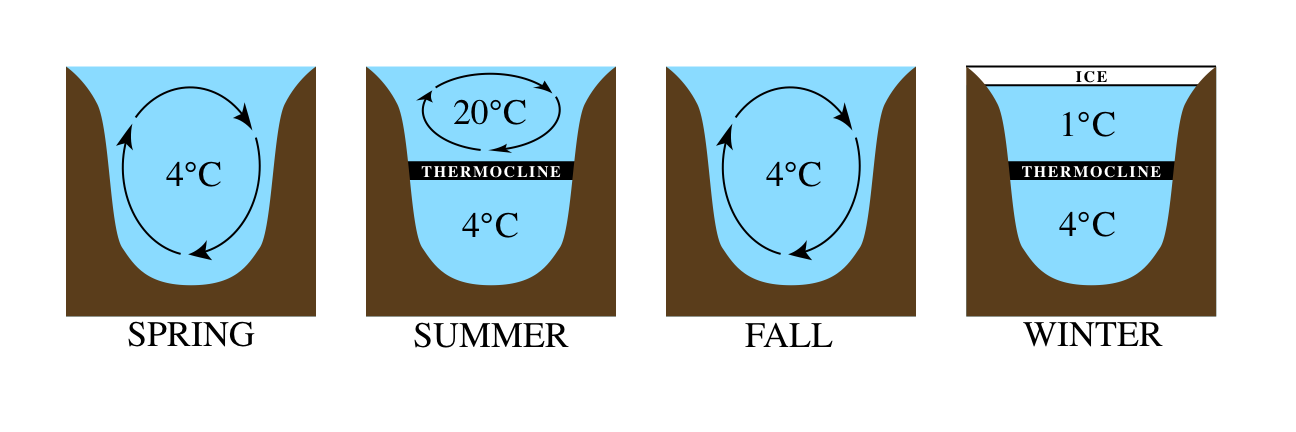
Stratyfikacja letnia i zimowa oraz okresy cyrkulacji

Stratyfikacja termiczna wody w jeziorze – układ warstw wody w zbiorniku wodnym różniących się temperaturą. W warunkach naturalnych temperatura wód stojących zależy głównie od głębokości zbiornika, ruchu i mieszania się (miksja) mas wodnych. Znaczna głębokość zbiorników wodnych sprawia, że zmagazynowana w nich woda ma poziome uwarstwienie termiczne spowodowane poziomym zróżnicowaniem temperatury wody, a tym samym jej gęstością.
Jezioro rozdziela się w poziomej strukturze na części, które okresowo prowadzą samodzielną gospodarkę ekosystemową.
Temperatura wody obniża się w kierunku od powierzchni zwierciadła wody do dna w jeziorze i tworzy trzy warstwy:
- epilimnion – górna warstwa - znajdująca się pod wpływem wiatru i w związku z tym mieszana, o dość wyrównanej temperaturze
- metalimnion – warstwa przejściowa, znajduje się w nim termoklina
- hypolimnion – dolna warstwa

Przy tym typie stratyfikacji wody tych trzech warstw nie mieszają się ze sobą. Taki układ warstw wody (anotermia) w jeziorze spotyka się latem. Wyrównanie temperatury wody poprzez mieszanie się wody (miksja) w jeziorze w całej toni wodnej od powierzchni do dna występuje w jeziorach strefy umiarkowanej w ciągu roku dwa razy, wiosną i jesienią (cyrkulacja wiosenna i jesienna). Takie jeziora nazywa się dimiktycznymi – miksja ma miejsce dwa razy w roku. Stan jednakowej temperatury w całym słupie wody w jeziorze nazywa się homotermią (homotermia wiosenna i homotermia jesienna). W strefie umiarkowanej występują także jeziora polimiktyczne - płytsze, których wody nie uwarstwiają się. Z uwagi na małą głębokość masa wody jest stale mieszana.
W jeziorach stratyfikowanych – dimiktycznych występuje również stratyfikacja termiczna wody odwróconej (katotermia), gdy wody cieplejsze zalegają pod zimniejszą, czyli w okresie zimy (stagnacja zimowa). Wtedy też tuż pod warstwą lodu, znajduje się woda o temperaturze bliskiej 0 °C, a poniżej dzięki większej gęstości wody, tuż przy dnie zalega woda cieplejsza o temperaturze 4 °C. Dzięki temu fauna i flora w jeziorze mogą przetrwać okres zimowy.
O rodzaju stratyfikacji termicznej wody w jeziorze decyduje położenie geograficzne zbiorników.